# Комков Иван Макарович
Комков Иван Макарович (1899 - 1944) - участник Великой Отечественной войны.
Комков Иван Макарович родился в д.Новолей в Ардатовском уезде в 1899 году, в крестьянской семье. Отец - Комков Макар, мать - Комкова Наталья. В 1916 или в 1917 году он поженился на Рябовой Марии Ивановне. В этом браке родилось 5 детей. Первенцем стала Надежда 1918 года рождения, следующими были 3 брата - Иван 1923 года рождения, Егор 1925 и Федор 1929. Пятый ребенок - Антонина 1932 года. Старшие братья так же участники великой Отечественной войны.
Иван Макарович был призван на фронт 14 сентября 1941 года, принимал участие в боях на центральном фронте с мая 1943 года. Последнее место его службы - 293-й гаубичный артиллерийский полк. 13 мая 1941 года вблизи ст. Поныри, Чернь и Топково под интенсивным артиллерийским и минометным огнем противника обеспечил бесперебойную телефонную связь. При прорыве обороны противника у г.Севск при неоднократной бомбежке, рискуя жизнью, показал образец отваги и мужества - под разрывами бомб устранил 15 прорывов линии связи, чем обеспечил связь огневых позиций с наблюдательным пунктом батареи.
За свой героический подвиг приказом от 21 сентября 1943 года награжден медалью "За отвагу".
Погиб в бою 12 января 1944 года, похоронен в братской могиле близ деревни Карповичи Беларуси, позже перезахоронен в братской могиле в деревне Борок. 